# Chaerephon bregullae
Chaerephon bregullae (Felten, 1964) è un pipistrello della famiglia dei Molossidi diffuso in Melanesia.

## Etimologia
La specie è stata dedicata al naturalista ed ornitologo tedesco Heinrich Bregulla, esperto di fauna del Pacifico.

## Descrizione

### Dimensioni
Pipistrello di medie dimensioni, con la lunghezza della testa e del corpo tra 63 e 67,5 mm, la lunghezza dell'avambraccio tra 51,3 e 53,6 mm, la lunghezza della coda tra 39,7 e 45,8 mm, la lunghezza della tibia tra 20 e 22,3 mm, la lunghezza delle orecchie tra 16,6 e 20,7 mm e un peso fino a 22,5 g.

### Aspetto
Simile a C.jobensis ma priva di papille lungo i margini delle orecchie. 

## Biologia

### Comportamento
Si rifugia in colonie numerose all'interno delle grotte. Forma vivai di migliaia di femmine con i loro piccoli.

### Alimentazione
Si nutre di insetti catturati sopra spazi aperti, talvolta anche lungo le coste sopra l'oceano.

### Riproduzione
I piccoli nascono generalmente a fine anno e vengono svezzati verso aprile.

## Distribuzione e habitat
Questa specie è diffusa sulle isole di Taveuni e Vanua Levu, nelle Isole Figi e su Espírito Santo e Malo, nelle Vanuatu. È stata sterminata in epoca preistorica sulle Isole Tonga e sull'isola di Viti Levu, nelle Isole Figi.
Vive nelle piantagioni di noci da cocco, nelle fattorie e nelle foreste montane.

## Conservazione
La IUCN Red List, considerato l'areale limitato e seriamente frammentato e il continuo declino nell'estensione e nella qualità del proprio habitat, classifica C.bregullae come specie in pericolo di estinzione (Endangered).